# フランシスコ・ビリョータ
フランシスコ・ビリョータ・バキオーラ（スペイン語: Francisco Villota Baquiola, 1873年11月18日 - 1950年1月7日）は、スペイン・マドリード出身のバスク・ペロタ選手。

## 経歴
バスク・ペロタがオリンピック種目に採用された唯一の大会である、1900年パリオリンピックのバスク・ペロタ競技に出場した。ダブルスでホセ・デ・アメソラ・イ・アスピスアと組み、フランスのペアを破って金メダルを獲得した。なお、この競技ではダブルスしか行われておらず、またスペイン組とフランス組の2組しか出場しなかった。

## 文献
- De Wael, Herman. Herman's Full Olympians: "Pelota 1900".  Accessed 25 February 2006. Available electronically at .
- Mallon, Bill (1998). The 1900 Olympic Games, Results for All Competitors in All Events, with Commentary. Jefferson, North Carolina: McFarland & Company, Inc., Publishers. ISBN 0-7864-0378-0